# Château du Frêne
Pour les articles homonymes, voir Château du Fresne.
Le château du Frêne ou du Fresne est un château français situé à Sacé, dans le département de la Mayenne et la région des Pays de la Loire. Il est situé à 3 500 mètres au sud-est du bourg, sur la route de Laval à Mayenne.

## Désignation
- Le Fresne qui est en la parroisse de Sacé, 1260 (Notice sur la maison d'Anthenaise, p. 138).
- Hubert Jaillot confond[1] le Frêne avec Bléray.
- Château et chapelle (Carte de Cassini).

## Histoire
Il s'agissait d'un fief ayant simple justice foncière et mouvant du Comté de Laval.
En 1685, « la maison seigneuriale du Fresne est composée d'une salle par bas avec cheminée, une antichambre au bout, une cuisine à l'autre bout, et un office à côté, un grenier sur le tout, une cave sous la salle et cuisine, le tout couvert d'ardoise sous un même faîte, une tour au bout de la cuisine dans laquelle il y a un degré pour exploiter les greniers, et un escalier de pierres de taille couvert d'un ballet, à la porte de la salle ; … une chapelle au côté de la grande cour du domaine, laquelle est fondée de trois messes par semaine ; un grand jardin clos de murs, où il y a deux tours ». Vers 1820, le logis a été exhaussé d'un étage, la tour d'escalier supprimée, ainsi que celles du jardin.

## Chapelle
La chapelle, dédiée à saint Joseph, saint Roch et saint Charles, fut fondée et dotée du lieu des Cerisiers, le 30 octobre 1685, par Ambroise Duchemin de la Gimbertière et Renée Bidault, en exécution des dernières volontés (17 juillet 1668) de René Foucher, curé de Thubœuf. La chapelle est à la fin du XIXe siècle dédiée à la Sainte Vierge. 
Il y a aussi dans le quinconce planté sur le bord de la route, sur une haute colonne, une Vierge érigée en 1803 et qui est l'objet de la dévotion locale.

## Sources et bibliographie
- « Château du Frêne », dans Alphonse-Victor Angot et Ferdinand Gaugain, Dictionnaire historique, topographique et biographique de la Mayenne, Laval, A. Goupil, 1900-1910 [détail des éditions] (BNF 34106789, présentation en ligne)